# Andrea Werhun
Andrea Werhun, född 1989 i Toronto, är en kanadensisk författare och skådespelare. Hon är mest känd för sin bok Modern Whore (2018, utökad 2022), en memoar från sitt tidigare liv som sexarbetare (eskort och strippa). Hon har även synts på filmduken och verkat som konsult i produktioner relaterade till sexbranschen.

## Biografi

### Bakgrund
Werhun och hennes bror uppfostrades av och levde under uppväxten med deras ensamstående mor, ända tills Werhun fyllde 16 år. Hon har studerat på University of Toronto, där hon 2012 avlade examen i engelska och med religion och paradigmer och arketyper som kompletterande ämnen. Senare har hon erhållit en licens som yogalärare.

### Tiden som eskort
Under och efter studietiden arbetade hon två år med eskortservice, efter att först ha prövat på arbete inom striptease. I sin självbiografi beskriver hon hur hon tidigt i livet upptäckte sexualiteten, inklusive förekomsten av pornografi och hur hon kunde få fördelar genom att uppträda lite mer sexuellt.
Hennes far accepterade hennes val av arbete som eskort, medan modern var mer ifrågasättande. Werhun avslutade sin tid som eskort efter önskemål från sin mor som oroade sig för dotterns säkerhet. Efter tiden som prostituerad har hon fortsatt att verka i andra roller med koppling till sexbranschen, inklusive som utbildare för sexarbetare runt frågor som säkert sex och säkerhetsarbete för att undvika våld, och som aktivist för sexarbetares rättigheter. Dessutom har hon från och till verkat inom striptease och liknande dans.
Under sin tid som eskort sålde Werhun, via artistnamnet "Mary Ann", sex till kunder av mycket varierat slag. Hon anser att hennes erfarenheter mestadels varit positiva, även om hon blivit våldtagen på arbetet. Werhun medger att hon som vit och medelklass inte kan tala för alla sexarbetares erfarenheter. Mot bakgrund av metoo-erans avslöjanden av övergrepp på en samhällelig nivå menar Werhun att sexarbetare inte behöver vara det "skadade gods", med trasig uppväxt, som det mediala samtalet ofta antyder. Sexköpares ofta objektifierande recensioner på internet ser hon som en sorts skådespel för att undvika en personlig sårbarhet.

### Författande och filmarbete
2012 fick Werhun sina första erfarenheter från filmbranschen. Under den tre månader långa inspelningen av i independentfilmen Advocate spelade hon rollen "Josie". Samma år var hon "Sarah" i Black Dog, en kortfilm där hon även bidrog med manus. Därefter arbetade hon en kort tid som ståuppkomiker. Senare har hon arbetat som assistent till en agent inom filmbranschen.
Från 2013 och en tid framåt arbetade och bodde Werhun på en lantgård, samtidigt som hon inledde skrivandet av en roman kretsande kring "ett horhus i himlen". Historien, som var baserad på hennes novell "Our Girl Violet", utvecklades under resans gång till en kombination av självbiografi och konstbok med korta episoder ur hennes eget liv, illustrerat av foton på henne tagna av hennes vän filmskaparen Nicole Bazuin. Hon blev bekant med Bazuin i samband med att de båda agerade gogodansare på en musikvideo regisserad av Bazuin några år tidigare; Bazuin hoppade in och tog över rollen efter att den inhyrda dansaren aldrig dykt upp.
2018 publicerades den första upplagan av självbiografin i privat regi. Verket var nu betitlat Modern Whore, författat bland annat som ett sätt att försöka minska stigmatiseringen av sexarbetare. Titeln valdes som ett sätt att återta kontrollen över identiteten som "bad girl", i förhållande till den alternativa kvinnliga stereotypen "good girl". Under förarbetet till boken kom Werhun ut offentligt som före detta eskort, i samband med CBC-dokumentären Sugar Sisters. Fotona till boken var tagna av filmskaparen Nicole Bazuin, som fortsatt att samarbeta med Werhun på olika projekt. Bland annat har de båda grundat produktionsbolaget Virgin Twins.
Efter bokutgivningen regisserade Bazuin en kort dokumentärfilm baserad på Modern Whore, och 2022 gavs en utökad version (300 sidor, att jämföra med förstaupplagans 150) av boken ut av Penguin Random House. I den andra upplagan av boken inkluderades erfarenheter från Werhuns tre år som strippa mellan 2017 och 2020. En långfilmsversion av dokumentären, med Bazuin som regissör och Sean Baker som producent, var 2024 under produktion.
2023 fungerade Werhun som producent för Bazuins kortfilm Thriving: A Dissociated Reverie. Filmen har i huvudrollen Kitoko Mai, en svart och ickebinär tidigare sexarbetare. Filmen valdes till en av TIFF:s tio bästa filmer från år 2023.

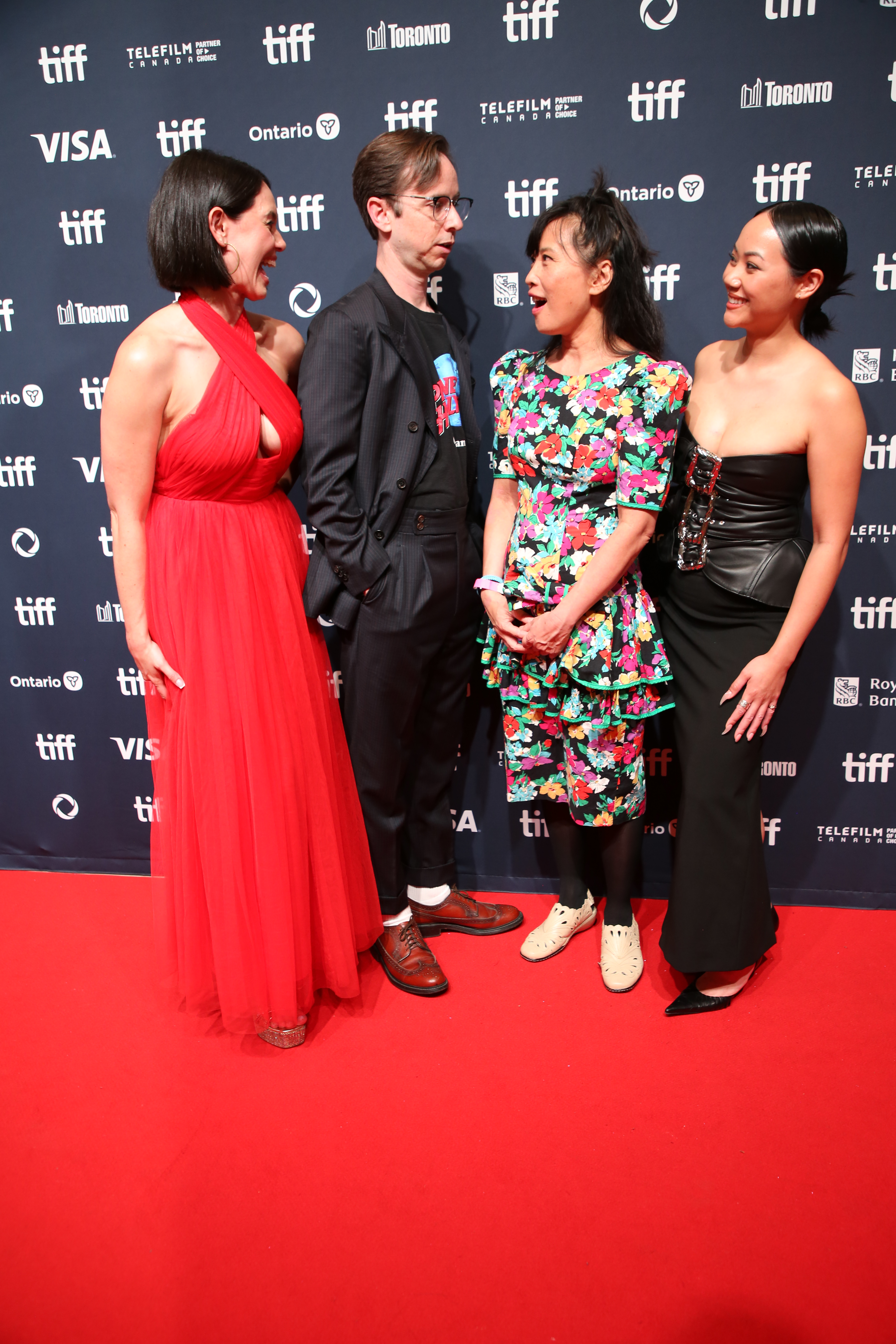
Andrea Werhun, Dan Beirne, Sook-Yin Lee och Emily Lê, i samband med premiären av Lees Paying for It på TIFF 2025.

Werhun har utnyttjat sina erfarenheter från sexbranschen både som skådespelare och rådgivare i olika filmproduktioner. 2024 var hon rådgivare för Bakers guldpalms- och oscarsvinnande Anora, och samma år hade Sook-Yin Lees Paying for It – baserad på Chester Browns självbiografiska serieroman med samma namn – premiär med Werhun både som rådgivare i produktionen och som en av skådespelarna. Werhun hade redan tidigare samarbetat med Brown, och hennes egen Modern Whore hämtade inspiration från Browns självutlämnande beskrivningar av sig själv som sexköpare.

### Andra aktiviteter och åsikter
Werhun skriver återkommande texter i tidningar som Playboy och The Globe and Mail. Hon har även verkat som föreläsare bland annat vid University of Toronto, McMaster University, Carleton University och Trent University, runt teman som antropologi, sociologi, kriminologi och filosofi. Hon har varit aktiv som ledare av studiecirklar i kreativt skrivande, baserat på Joseph Campbells koncept om monomyten; utifrån detta föddes 2023 det litterära fanzinet Literal Bimbos med texter av sexarbetare och Werhun som redaktör.
I samband med bokutgivningar och olika filmprojekt har Werhun blivit intervjuad för ett antal större medier. I frågor rörande sexbranschen är hon tydlig med att hon anser att sexarbete är arbete, i en kultur där alla behöver samla ihop till brödfödan och pengar styr många personliga val. Hon menar också att stigmatiseringen kring sexarbete och den legala gråzonen runt prostitution i Kanada (där sexköp är förbjudet) ökar på otryggheten i arbetet. Den mediala tendensen att betrakta alla sexarbetare som offer menar Werhun tar ifrån dem deras mänsklighet. Hon ser också sexuell objektifiering som en närmast ofrånkomlig del av yrket, kopplat till den dragningskraft som skapar efterfrågan efter en sexarbetares tjänster.
Werhun såg 2018 och metoo, när Modern Whore kom ut i sin första version, som en bra tid att tala mer öppet om sexualiteten på gott och ont. Hennes egen mor, som varit starkt negativ och orolig för sin dotters trygghet och hälsa under hennes tid som eskort, hade så dags insett att dottern inte skadats så som hon kanske befarat.
Från 2017 och fram till covid-19-pandemin arbetade Werhun på en strippklubb i Toronto. 2023 startade hon verksamhet på Onlyfans, efter att hon blivit uppsagd från sitt tidigare jobb utanför sexbranschen. På Onlyfans visar hon upp sig mer eller mindre naken samt presenterar egenskrivna erotiska berättelser.

## Verk

#### Texter (urval)
- Spring, Lauren; Wunderlee, Alice; Werhun, Andrea (2019-11-20). ”Sex Workers as “Concrete Others”: Possibilities and Perils”. Canadian Journal for the Study of Adult Education 31 (2). doi:10.56105/cjsae.v31i2.5481. ISSN 1925-993X. https://cjsae.library.dal.ca/cjsae/article/view/5481.

### Filmografi[24]
- Advocate (2012, långfilm; regi av Dave Vaughan) – "Josie"
- Black Dog (2012, kortfilm; regi av Carlo Schefter) – medförfattare, "Sarah"
- Nirvanna the Band the Show (avsnittet "The Buddy", 2017; regi av Matt Johnson) – roll
- Modern Whore (2020, kortfilm; regi av Nicole Bazuin) – medförfattare, exekutiv producent, roll
- Last Night at the Strip Club (2020, kortfilm; regi av Nicole Bazuin) – medförfattare, producent, roll
- One Act about Toilet Paper (2022, långfilm; regi av Paul Aihoshi) – "telefonröst"
- Thriving: A Dissociated Reverie (2023, kortfilm; regi av Nicole Bazuin) – medförfattare, producent, "Stacey Womansbridge" och "zombie"